# اقتصادي
علماء الاقتصاد أو الاقتصاديون (بالإنجليزية: Economists)‏، صفة كل ما يُنسب أو يتعلق بعلم الاقتصاد الذي هو علم دراسة السلوك الإنساني باتجاه ندرة الموارد الطبيعية لوسائل الإنتاج وكثرة وتعدد الحاجات الإنسانية من سلع وخدمات. فعلم الاقتصاد لديه تأثير كبير على مختلف مناحي الحياة، فهو أحد المحركات الرئيسية لحياة الشعوب، وأولئك الذين قاموا بتطوير الفكر الاقتصادي على مدار التاريخ لا تزال أفكارهم مؤثرة حتى بعد قرون من وفاة بعضهم.
فالباحث الاقتصادي، أو عالم الاقتصاد ، هو الشخص  الذي يختص بدراسة علم الاقتصاد إجراء الأبحاث المتعلقة به. ويعمل على تطوير وتطبيق النظريات والمفاهيم الاقتصادية، بالإضافة إلى الكتابة عن السياسة الاقتصادية، وفي هذا المجال هناك العديد من المجالات الفرعية، بدءاً من النظريات الفلسفية، وصولًا إلى الدراسة البحتة من تفصيلات العرض والطلب داخل أسواق محددة، والتحليل الاقتصادي الكلي، وغير ذلك.

## علماء اقتصاد
- بول سامويلسون
- آدم سميث
- كينيث ارو
- جان بابتس ساي
- فريدريش فون هايك
- ألفرد مارشال
- كارل ماركس
- جون فون نيومان
- فيلفريدو باريتو
- دافيد ريكاردو
- وارن بافيت
- جون ماينرد كينز
- ملتون فريدمان ا
- يان تينبرجن
- جون ناش[3]